# Entedon fufius
Entedon fufius är en stekelart som beskrevs av Walker 1846. Entedon fufius ingår i släktet Entedon och familjen finglanssteklar. Arten är reproducerande i Sverige. Inga underarter finns listade i Catalogue of Life.